# Porto Mulberry

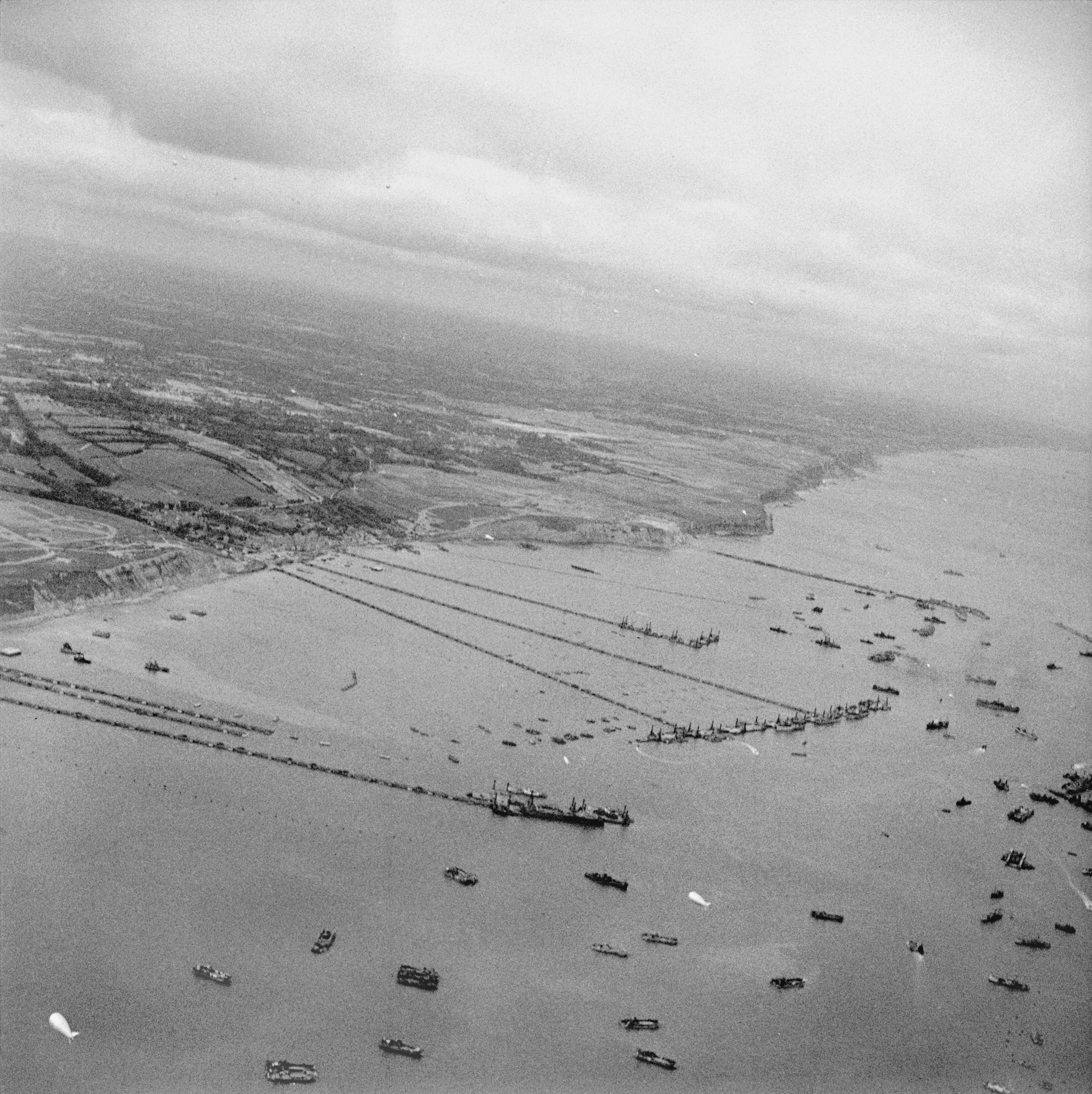
Vista do porto Mulberry B "Port Winston" em Arromanches em setembro de 1944.

Porto Mulberry eram portos portáteis temporários desenvolvidos pelo Reino Unido durante a Segunda Guerra Mundial para facilitar o rápido descarregamento de carga nas praias durante a invasão aliada da Normandia em junho de 1944. Depois que os Aliados seguraram com sucesso cabeças de praia após o Dia-D, dois portos pré-fabricados foram capturado em seções através do Canal da Mancha da Grã-Bretanha com o exército invasor e reunido nas praias de Omaha (Mulberry "A") e Gold (Mulberry "B").
Os portos Mulberry deveriam ser usados até que os principais portos franceses pudessem ser capturados e trazidos de volta após o reparo da inevitável sabotagem dos defensores alemães. A primeira opção, Cherbourg, foi capturada no final de julho de 1944, mas as instalações portuárias foram destruídas com destreza e depois presas em armadilhas. Embora Antuérpia, na Bélgica, tenha sido capturada em 4 de setembro de 1944, o porto de Antuérpia não foi aberto até 28 de novembro, uma vez que as aproximações ao porto foram realizadas pelos alemães até que a Batalha do rio Escalda foi vencida. Dois portos franceses estavam finalmente disponíveis; o porto de Boulogne em 14 de outubro após a Operação Wellhit e o porto de Calais em novembro após a Operação Undergo. Montgomery insistiu que o Primeiro Exército Canadense limpasse as guarnições alemãs em Boulogne, Calais e Dunquerque (que foi realizada até 9 de maio de 1945) antes de rio Escald, embora os portos franceses tenham sido "resolutamente defendidos" e todos tenham sofrido demolições para que não sejam navegáveis por algum tempo.